# 比尤斯普林斯 (密西西比州)
比尤斯普林斯（英語：Bew Springs）是位於美國密西西比州格拉納達縣的非建制地區。

## 歷史
比尤斯普林斯的郵局於1909年設立，其後於1918年停運。

## 地理
比尤斯普林斯所處的海拔為高於海平面55米（即180英呎），而該地所採用的時區為UTC-6，即北美中部時區（CST）。同時該地設有夏令時間，為UTC-6調快一小時，即UTC-5（CDT）。